# Offa af Mercia
Offa var konge over Mercia, der var et kongerige i Angelsaksisk England, fra 757 indtil sin død i juli 796. Som søn af Thingfrith og en efterkommer af Eowa kom Offa til tronen efter en periode med borgerkrig efter Æthelbald var blevet snigmyrdet. Offa besejrede Beornred, der også gjorde krav på tronen. I sine tidlige år af Offas styre er det sandsynligt, at han konsoliderede sin kontrol over folket i Midland-områderne, såsom Hwicce og Magonsæte. Han udnyttede ustabiliteten i Kongeriget Kent og etablerede sig selv som overherre, og han kontrollerede også Sussex i 771, selvom hans autoritet blev udfordret i begge områder. I 780'erne udvidede han Mercias grænser til at omfatte det meste af det sydlige England, og han allierede sig med Beorhtric af Wessex, der giftede sig med Offas datter Eadburh, og genetablerede fuldstændig kontrol over sydøst. Han blev også overherre over East Anglia og fik kong Æthelberht 2. af East Anglia halshugget i 794, muligvis fordi han havde gjort oprør mod ham.
Offa var en kristen konge, der kom i konflikt med kirken, og særligt Jænberht, Ærkebiskoppen af Canterbury. Offa overtalte Pave Hadrian 1. til at dele bispesædet i Canterbury op i to, og fik dermed skabt bispesædet Lichfield. Reduktionen af Canterburys magt kan have været motiveret af Offas ønske om at få en ærkebiskop til at velsigne hans søn Ecgfrith som konge, da Jænberht muligvis nægtede at udføre cerimonien, der fandt sted i 787. Offa havde også en disput med bispen af Worcester, der blev etableret ved rådet i Brentford i 781.
Mange overleverede mønter fra Offas regeringstid bærer en elegant afbildning af ham, og den kvaliteten af disse billeder er langt bedre en samtidige frankiske mønter. Nogle af mønterne har også et billede af hans kone, Cynethryth – hvilket er den eneste angelsaksiske dronning der nogensinde er afbildet på en mønt. Der er kun blevet fundet tre overlevende af Offas guldmønter: den ene er en kopi af en abbasidisk dinar fra 774 og har en arabisk tekst på den ene side med "Offa Rex" på den anden. De to andre mønter er af usikker oprindelse, men de er muligvis blevet slået for at blive brugt som almisser eller gaver til Rom.
Mange historikere betragter Offa som den mest magtfulde angelsaksiske konge inden Alfred den Store. Han formåede aldrig at udvide sin magt til Northumbria, selvom han gav sin datter Ælfflæd til at ægte landets konge Æthelred 1. i 792. Historikere opfattede tidligere hans styre som en del af af den proces, som var med til at forene England, men dette er ikke længere den mest udbredte opfattelse. Ifølge en moderne historiker så var "Offa drevet af magtbegær, ikke en vision om engelsk helhed; og hvad han efterlod var et ry, ikke en arv." Offa døde i 796, hvorefter hans søn, Ecgfrith, overtog tronen, men han regerede i mindre en fem måneder før Coenwulf af Mercia blev konge.
Offa har også lagt navn til Offa's Dyke, der er en omkring 285 km lang vold, der går på grænsen mellem England og Wales.